# Drosophila pavani
Drosophila pavani är en tvåvingeart som beskrevs av Brncic 1957. Drosophila pavani ingår i släktet Drosophila och familjen daggflugor.
Artens utbredningsområde är Chile och Argentina.